# یواس‌اس جردن (دی‌ئی-۲۰۴)

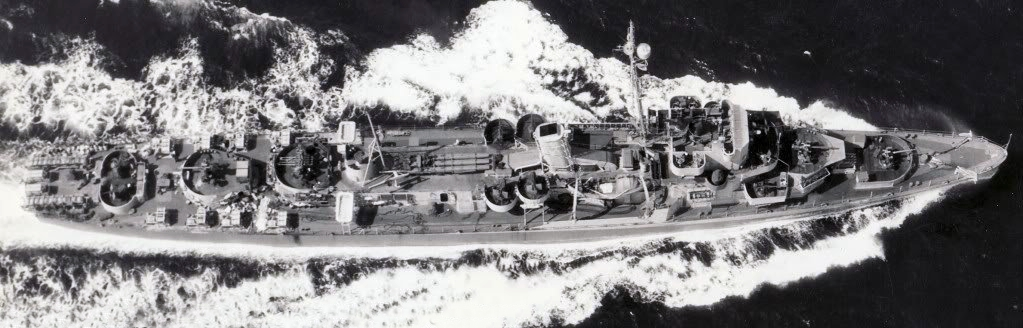
یواس‌اس جردن (دی‌ئی-۲۰۴)

یواس‌اس جردن (دی‌ئی-۲۰۴) (به انگلیسی: USS Jordan (DE-204)) یک کشتی بود که طول آن ۳۰۶ فوت (۹۳ متر) بود. این کشتی در سال ۱۹۴۳ ساخته شد.